# Luminol

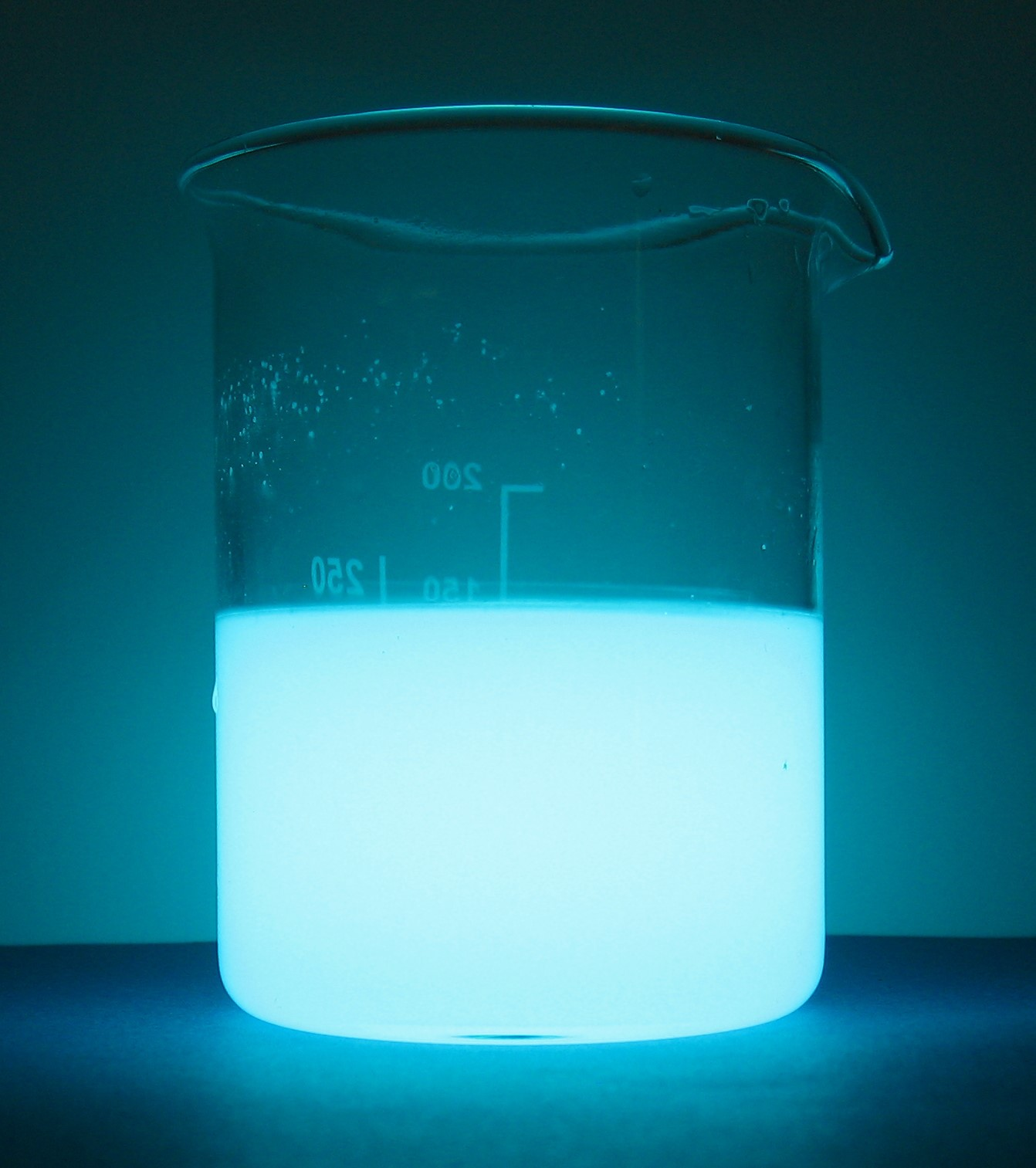
Luminol är kemiluminiscent när det blandas med lämpligt oxidationsmedel. Rött blodlutsalt (kaliumferricyanid) kan användas som katalysator.

Luminol (3-aminoftalhydrazid eller 5-amino-2,3-dihydro-1,4-ftalazindion) är en kemisk substans som används i laboratoriesammanhang. I en alkalisk lösning, under oxidation med exempelvis väteperoxid, utsänder ämnet blått ljus. Detta fenomen benämns kemiluminiscens. Som katalysator för reaktionen kan kaliumferricyanid användas.

## Framställning
Luminol framställs genom att angripa nitrerad ftalsyra med upphettad hydrazin i ett lösningsmedel med hög kokpunkt som till exempel dietylenglykol. Lösningen kondenseras så att 5-nitrofthalhydrazid bildas. Den nitrogrupp som är kvar omvandlas till en aminogrupp med ett starkt reduktionsmedel.

## Användning
Luminol används inom kriminalteknik för att påvisa spår av blod, även om de synliga fläckarna har tvättats bort. En lösning av luminol och väteperoxid sprayas på det område som ska undersökas. Om det finns spår av blod kommer det hemoglobin som finns kvar att agera som katalysator och sätta igång kemiluminiscens-reaktionen. Ljuset är för svagt att se med blotta ögat, men kan fångas genom fotografering med lång exponeringstid i ett mörkt rum. Även urin, fekalier, koppar och blekmedel kan sätta igång kemiluminiscensen.